# Wabasca (Alberta)
Wabasca ou Wabasca-Desmarais, est un hameau (hamlet) de Opportunity No 17, situé dans la province canadienne d'Alberta.

## Démographie
En tant que localité désignée dans le recensement de 2011, Wabasca a une population de 1 302 habitants dans 401 de ses 453 logements, soit une variation de 12,6 % par rapport à la population de 2006. Avec une superficie de 21,679 4 km2, le hameau possède une densité de population de 60,057 0 hab/km2 en 2011.
Concernant le recensement de 2006, Wabasca abritait 1 156 habitants dans 359 de ses 450 logements. Avec une superficie de 21,679 4 km2, le hameau possédait une densité de population de 53,3 hab/km2 en 2006.

## Histoire
Wabasca-Desmarais tient son nom du missionnaire Alphonse Desmarais, premier missionnaire catholique à l'avoir visitée,.

## Climat
| Mois                                  | jan.      | fév.     | mars       | avril     | mai        | juin      | jui.      | août      | sep.       | oct.     | nov.       | déc.       | année    |
| ------------------------------------- | --------- | -------- | ---------- | --------- | ---------- | --------- | --------- | --------- | ---------- | -------- | ---------- | ---------- | -------- |
| Température minimale moyenne (°C)     | −21,1     | −19      | −11,8      | −3        | 3,1        | 8,2       | 11        | 9,4       | 3,9        | −1,8     | −12,3      | −17,6      | −4,3     |
| Température moyenne (°C)              | −15,3     | −12,1    | −5,2       | 3,3       | 9,7        | 14,3      | 16,9      | 15,6      | 9,9        | 3,3      | −7,7       | −12,5      | 1,7      |
| Température maximale moyenne (°C)     | −9,5      | −5       | 1,6        | 9,7       | 16,2       | 20,5      | 22,8      | 21,8      | 15,8       | 8,3      | −3         | −7,3       | 7,7      |
| Record de froid (°C) date du record   | −51 1996  | −49 1996 | −42,2 1972 | −35 1982  | −18,9 1976 | −1,1 1969 | −1,1 1972 | −4,5 1992 | −13,3 1972 | −26 1991 | −36,5 1985 | −43,5 1992 | −51 1996 |
| Record de chaleur (°C) date du record | 14,5 1993 | 14 1977  | 17,2 1968  | 28,5 1980 | 32 1986    | 33 2002   | 33 2007   | 32,5 1990 | 31 2006    | 26 2003  | 15 2005    | 10 1990    | 33 2007  |
| Précipitations (mm)                   | 22,2      | 17,7     | 15,8       | 22,7      | 46,9       | 74        | 96,3      | 61,1      | 38,8       | 25,3     | 20,2       | 21,1       | 462,1    |
| dont neige (cm)                       | 22,8      | 18       | 14,8       | 10        | 2,5        | 0         | 0         | 0         | 0,1        | 8,7      | 19,3       | 21,2       | 117,2    |
| Nombre de jours avec précipitations   | 8,6       | 6,7      | 5,6        | 7,1       | 10,9       | 13        | 15,2      | 12,4      | 11,2       | 9        | 8,6        | 8,1        | 116,4    |
| Nombre de jours avec neige            | 8,6       | 6,4      | 5,1        | 2,7       | 0,58       | 0         | 0         | 0         | 0,08       | 2,5      | 8,1        | 8,1        | 42       |

| Diagramme climatique                                  |           |              |           |             |           |            |             |             |             |             |               |
| J                                                     | F         | M            | A         | M           | J         | J          | A           | S           | O           | N           | D             |
| −9,5−21,122,2                                         | −5−1917,7 | 1,6−11,815,8 | 9,7−322,7 | 16,23,146,9 | 20,58,274 | 22,81196,3 | 21,89,461,1 | 15,83,938,8 | 8,3−1,825,3 | −3−12,320,2 | −7,3−17,621,1 |
| Moyennes : • Temp. maxi et mini °C • Précipitation mm |           |              |           |             |           |            |             |             |             |             |               |